# Kinda (Gemeinde)
Koordinaten: 57° 59′ N, 15° 38′ O

Kinda ist eine Gemeinde (schwedisch: kommun) in der schwedischen Provinz Östergötlands län und der historischen Provinz Småland. Der Hauptort der Gemeinde ist Kisa.

## Geschichte
Kinda war eines der „kleinen Länder“, aus denen sich in der Wikingerzeit Småland entwickelt hat. Es bestand aus den Kreisen (härader) Kinda härad und Ydre härad. Es umfasste damit auch die heutige Gemeinde Ydre, und einige weitere Gebiete, die heute ebenfalls in Östergötland liegen.
Im Zuge der Gemeindereform von 1952 wurden zunächst die drei Gemeinden Norra Kinda, Södra Kinda und Västra Kinda aus verschiedenen Kirchspielen (socken) der Umgebung gebildet. 1972 wurden dann diese drei Gemeinden zur heutigen Gemeinde zusammengefasst.

## Geographie
Kinda ist heute eine der wenigen Gebiete, die zu der historischen Provinz (schwedisch: landskap) Småland gehören, obwohl sie heute in der Provinz Östergötlands län liegen.
Der Kinda-Kanal als Stichstrecke zum Götakanal verbindet die Landschaft prägenden großen Seen miteinander, so dass eine Bootsfahrt vom südlichen Gebiet bis in den Roxen bei Linköping möglich ist. Der Wassertransportweg hatte wirtschaftlich eine immense Bedeutung, heute wird er ausschließlich touristisch genutzt.
Das Gräberfeld von Gumhem liegt auf der Halbinsel Jätteudden an der Südostseite des Sees Åsunden, nördlich von Horn.

## Orte
Folgende Orte sind Ortschaften (tätorter):
- Horn
- Kisa
- Rimforsa